# Ragnvald
Ragnvald (auch Rognvald und Roegnvald/Rǿgnvald) ist die schwedische und norwegische Variante des männlichen deutschen Vornamens Reinhold.

## Namensträger
Mittelalter (chronologisch)
- Ragnvald Øysteinsson (–um 900), Jarl von Møre
- Ragnvald Olafsson (um 900), sagenhafter norwegischer König
- Ragnvald Ulfsson (11. Jhd.), schwedischer Jarl, Statthalter im Ladoga
- Ragnvald Ingvarsson (11. Jhd.), schwedischer Warägeroffizier
- Ragnvald (Schweden) (um 1100–um 1130), schwedischer König
- Rögnvald Kali Kolsson (* um 1103; † 1158), norwegisch-schottischer Adliger
- Ragnvald (Bischof) († nach 1224), schottischer Geistlicher, ab 1217 Bischof von Sodor und Man
- Ragnvald Godfreyson (* um 1160; † 1229) war ein König der Isle of Man

Neuzeit (alphabetisch)
- Ragnvald Blix (1882–1958), norwegischer Karikaturist
- Ragnvald A. Nestos (1877–1942), US-amerikanischer Politiker
- Ragnvald Soma (* 1979), norwegischer Fußballspieler

## Sonstige
- Ragnvald Jarl, Motorschiff